# تيري كوكي
تيري كوكي (بالإنجليزية: Terry Cooke)‏ (5 أغسطس 1976 في المملكة المتحدة - ) هو لاعب كرة قدم بريطاني في مركز الوسط. شارك مع منتخب إنجلترا تحت 21 سنة لكرة القدم. أما مع النوادي، فقد لعب مع برمنغهام سيتي وشيفيلد وينزداي وغريمسبي تاون وكولورادو رابيدز ومانشستر سيتي ومانشستر يونايتد ونادي ريكسهام ونادي سندرلاند ونادي قبله وويغان أتلتيك وNorthern Fury FC ‏.

## وصلات خارجية
- تيري كوكي على موقع الدوري الأمريكي (الإنجليزية)
- تيري كوكي على موقع قاعدة بيانات كرة القدم.إي يو (الإنجليزية)
- تيري كوكي على موقع Soccerbase.com (لاعب) (الإنجليزية)
- تيري كوكي على موقع عالم كرة القدم.نت (الإنجليزية)